# Cancom
Die Cancom SE ist ein deutsches Unternehmen für IT-Dienstleistungen mit Sitz in München in den Bereichen IT-Infrastruktur, Professional Services, Digitale Applikationen, Managed Services und Cloud Computing. Cancom war im Jahr 2025 das siebtgrößte IT-Systemhaus in Deutschland und zählt zu den größten deutschen Managed Services Providern.

## Geschichte

### Gründung und Anfänge
Die Cancom-Gruppe wurde 1992 von den Studenten Klaus Weinmann sowie Stefan und Raymond Kober unter dem Namen Eurocom Handelsgesellschaft mbH in Augsburg gegründet; kurz darauf wurde es in Cancom umbenannt. Im Januar 1993 erhielt Cancom von Apple die Autorisierung als Apple-Händler und übernahm kurz darauf 60 % des Apple-Händlers Glöckler Computer Fachhandel GmbH in Augsburg. Ein Jahr später erfolgte die Eröffnung der ersten Niederlassung. Im Jahr 1996 begann das Unternehmen, im Kataloggeschäft aktiv zu werden, womit die Herstellerpartner von Cancom kostenpflichtige Anzeigen ihrer Produkte in den von Cancom herausgegebenen Katalogen schalten konnten.
1997 stellte Cancom auf zentralisierte Logistik um, wodurch der gesamte Logistikbereich in der Firmenzentrale in Jettingen-Scheppach konzentriert wurde. Im Mai 1998 wurde der Cancom-Webshop eingeführt, und am 15. September 1999 ging das Unternehmen an die Deutsche Börse. Im Januar 2003 wurde Cancom zum Prime Standard zugelassen.

### Übernahmen und Expansion im In- und Ausland
Im Januar 2000 übernahm Cancom die Teampoint AG und expandierte im selben Jahr nach England. Im April 2001 erfolgte die Übernahme der Unternehmensgruppe Vendit AG. Im Juli 2004 schlossen sich die beiden größten Cancom-Tochtergesellschaften Tendi Deutschland und Cancom Media Solutions GmbH zur Cancom Deutschland GmbH zusammen. Die ECS ComputerPartner GmbH München wurde im Januar 2005 in die Gruppe integriert, und im Juli 2006 wurden die Dienstleistungen durch die Übernahme der Netzwerk Service GmbH erweitert.
Im Juli 2007 übernahm das Unternehmen Anteile der 4PC in Düsseldorf und der ComLogic in Darmstadt sowie die österreichische a+d im Oktober 2007. Im Juli 2008 folgte die Übernahme des Kölner IT-Dienstleisters Sysdat GmbH, gefolgt von der Übernahme von 75,5 % der Anteile des Elektronikversenders HOH Home of Hardware im Dezember 2008, die im August 2009 auf 100 % aufgestockt wurden. Weitere Übernahmen folgten im Dezember 2009 mit dem Unternehmen Bürotex Systemhaus in Nürtingen sowie der BT IT-Consulting GmbH aus Stuttgart. Im November 2010 erwarb Cancom den Geschäftsbereich SAP Hosting und IT-Services der Plaut Systems & Solutions GmbH in Ismaning bei München.

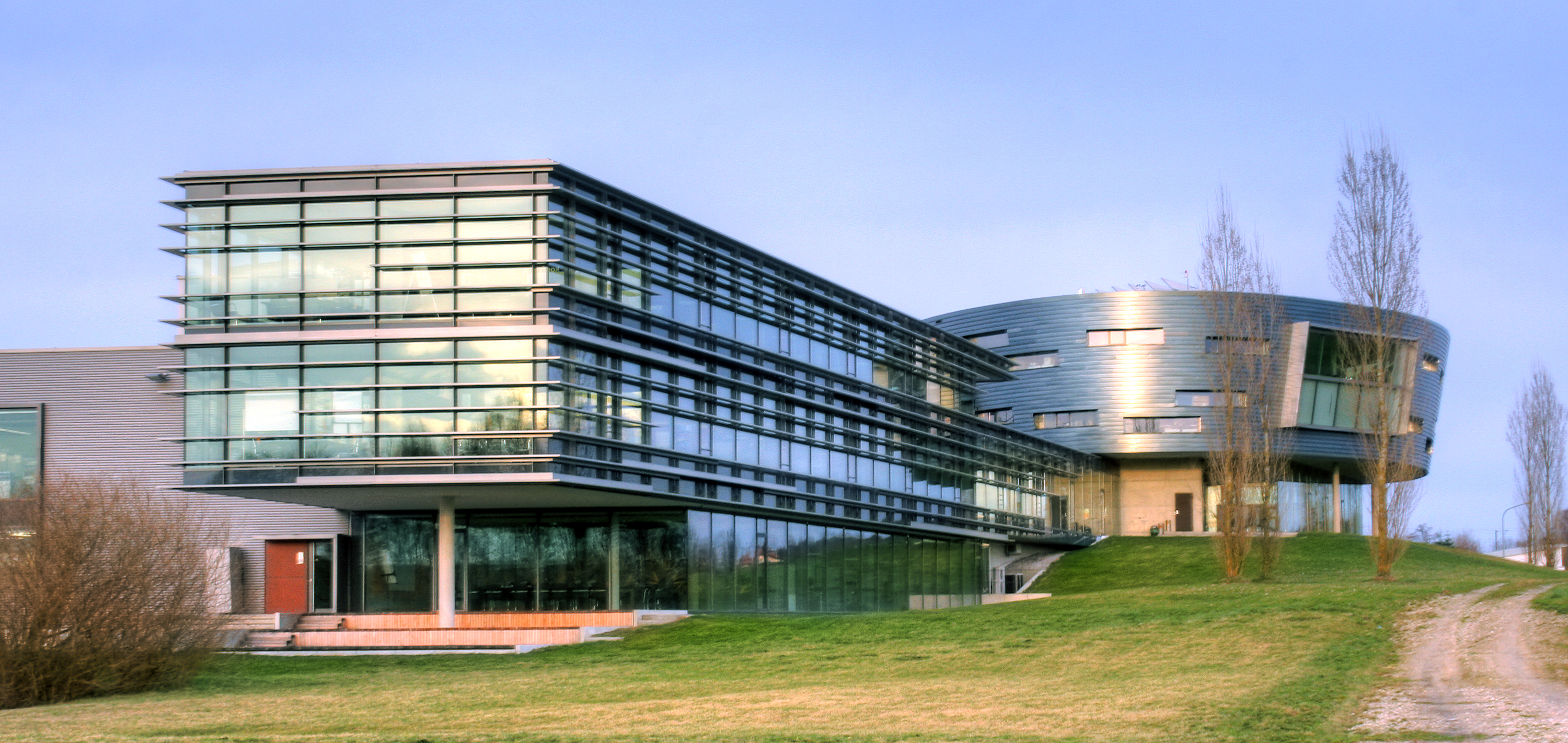
Cancom in Jettingen-Scheppach (2010)

Im Juli 2011 wurde die HOH Home of Hardware wieder veräußert, neuer Eigner war nun der in Frankfurt/Oder beheimatete Etailer Getgoods.de. Im März 2012 wurde die englische Tochtergesellschaft Cancom Ltd. UK an die in London ansässige Trams Group veräußert. Mit Wirkung zum 28. Februar 2013 wurde die Rechtsform von Cancom von einer Aktiengesellschaft zu einer Europäischen Aktiengesellschaft (Societas Europaea, SE) geändert. Einige Monate später, im Juni 2013, erfolgte im US-amerikanischen Palo Alto die Gründung der Tochtergesellschaft Cancom Inc., um Produkte im Bereich Cloud Computing zu entwickeln.
Nach der Übernahme der GES Gesellschaft für elektronische Systeme mbH und dem Kauf der Berliner On line Datensysteme GmbH im Jahr 2013 gab Cancom im Oktober desselben Jahres ein freiwilliges öffentliches Übernahmeangebot an die Aktionäre der ebenfalls börsennotierten Pironet NDH ab. Per Ende November 2013 wurden der Cancom SE laut dem Vorstandsvorsitzenden Klaus Weinmann bereits 31 % der Pironet Aktien zugerechnet. Im Zuge der Insolvenz von HoH im November 2013 wurde diese einen Monat später an Conrad Electronic veräußert.
Im April 2014 unterzeichnete die Cancom SE den notariellen Kaufvertrag über den Erwerb von 100 % der Geschäftsanteile der Didas Business Services GmbH von der Allgeier IT Solutions AG. Dadurch wurden nun auch Managed- und Cloud-Services wie Design, Implementierung sowie Transformation und der Betrieb von IT- und Cloud-Architekturen angeboten.
Im Juni 2017 wurde die Antauris AG aus Hamburg übernommen, zudem übernahm Cancom zur Stärkung der Marktpräsenz in Großbritannien im Frühjahr 2018 den britischen UCC- und Managed-Services-Anbieter Ocean Intelligent Communications. Zusätzlich erwarb Cancom im August 2018 die Muttergesellschaft des britischen IT-Anbieters OCSL, die ab diesen Zeitpunkt die Aktivitäten des Unternehmens in Großbritannien koordinierte.

### Jüngere Entwicklungen
Am 29. August 2019 stieg die Cancom-Aktie an der Deutschen Börse außerplanmäßig vom SDAX-Index in den MDAX auf, wo sie die Aktie der Axel Springer SE ersetzte. Zum 19. September 2022 wurde die Cancom SE erneut in den SDAX-Index aufgenommen.
Anfang Januar 2021 erwarb Cancom alle Anteile an dem norddeutschen IT-Systemhaus Anders & Rodewyk GmbH und Ende Juli 2021 verkaufte Cancom ihre britische Tochterfirma Cancom Ltd. an die Telefónica Tech, ein Unternehmen der Telefónica-Gruppe, mit dessen Erlös Cancom weitere Übernahmen im D-A-CH-Bereich plante.
Am 13. Juli 2022 unterzeichnete der Vorstand der Cancom SE einen Vertrag zur Übernahme der operativen Gesellschaften der S&L-Gruppe, womit Cancom alle Anteile an der S&L Systemhaus GmbH, der S&L BusinessSolutions GmbH und der S&L ITcompliance GmbH von der Muttergesellschaft S&L Holding GmbH übernahm. Das Unternehmen ergänzte damit seine regionalen Aktivitäten in Rheinland-Pfalz.
Zum Jahresbeginn 2023 wurden 100 % der Anteile der NWC Services GmbH mit Sitz in Pforzheim übernommen, einem Unternehmen, das im Management von IT-Endgeräten tätig ist.
Am 24. April 2023 gab Cancom mit der Akquisition der K-Businesscom mit rund 1.650 Mitarbeitern und einem Jahresumsatz von rund 520 Mio. € die größte Übernahme in der Unternehmensgeschichte bekannt. Im November 2023 wurde das IT-Consulting- und Servicegeschäfts des Essener Software-Entwicklers DextraData übernommen.
Seit 1. Januar 2024 agieren K-Businesscom sowie ihre Tochtergesellschaften in Österreich, Rumänien und Tschechien unter der Marke Cancom Austria. Zum 1. August desselben Jahres übernahm Cancom das IT-Dienstleistungs- und Beratungsunternehmen SBSK aus Sachsen-Anhalt.

## Konzernstruktur

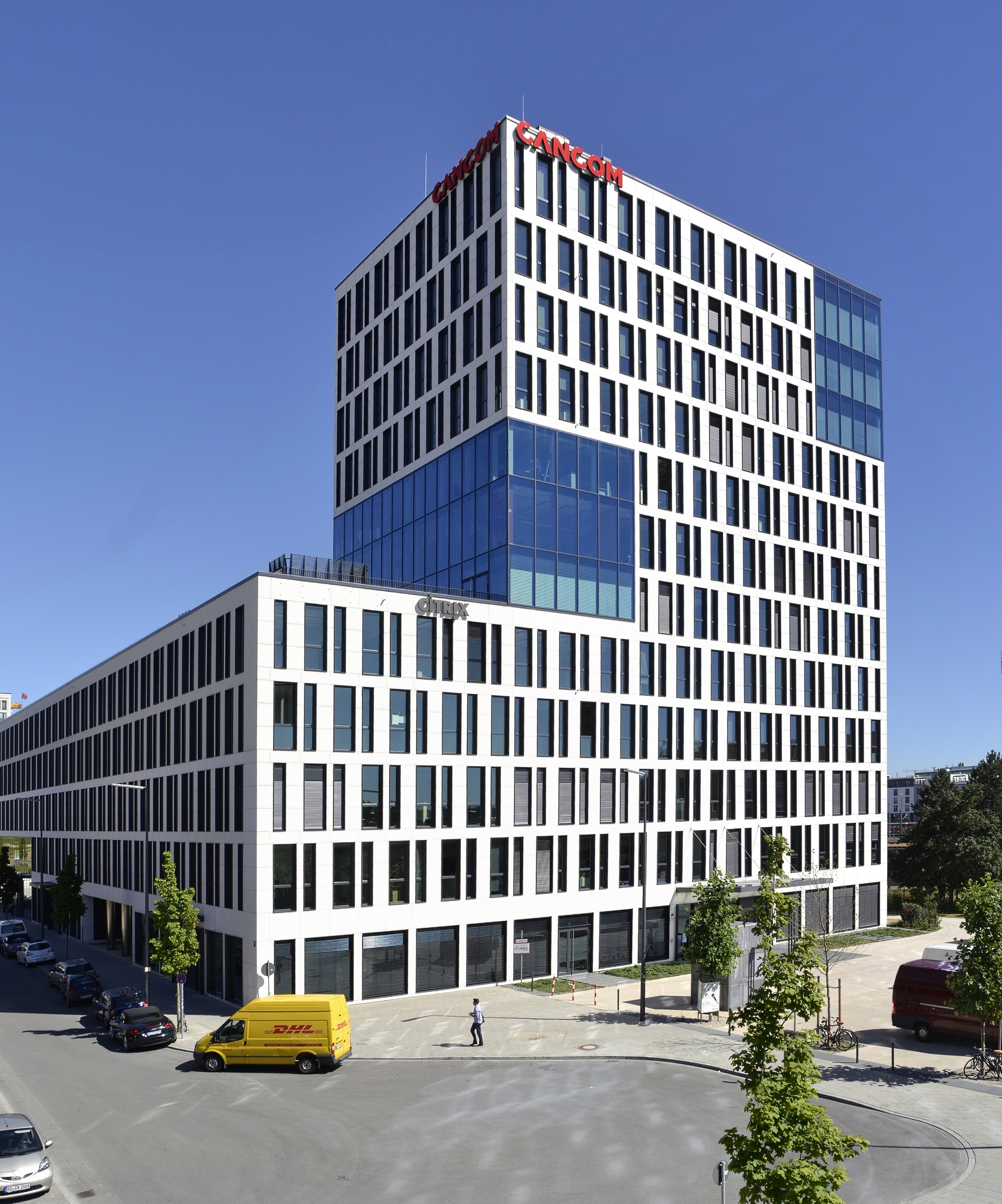
Cancom-Zentrale Deutschland in München

Die Cancom SE ist ein IT-Dienstleister mit Sitz in München und fungiert als Mutterunternehmen der Cancom-Gruppe.
Cancom betreibt etwa 80 Standorte in der D-A-CH-Region sowie in Belgien, der Slowakei, Rumänien, Tschechien und den USA. Im Geschäftsjahr 2024 erzielte die Cancom-Gruppe einen Umsatz von 1,74 Mrd. Euro und beschäftigte 5.553 Mitarbeiter. Die Unternehmen der Cancom-Gruppe mit Sitz in Deutschland sind im Geschäftssegment Deutschland zusammengefasst, während die Unternehmen des Konzerns mit Sitz außerhalb von Deutschland im Geschäftssegment International gebündelt werden.
Darüber hinaus betreibt Cancom ein Logistikzentrum in Jettingen-Scheppach und mehrere Security Operations Center zur Abwehr von Cyberangriffen in Deutschland sowie in Wien, Klagenfurt und St. Gallen.

## Produkte
Cancom ist primär im D-A-CH-Raum in den Geschäftsbereichen Netzwerk, Informationssicherheit, Künstliche Intelligenz, hybride Arbeitsplätze sowie Cloud-Infrastruktur & Rechenzentren tätig und bietet IT-Dienstleistungen für Unternehmen, internationale Organisationen wie EU-Institutionen oder UN-Agenturen sowie für den öffentlichen Sektor an. Dies beinhaltet über 120 Business- und 12.000 Infrastruktur-Applikationen, darunter Computer-, Server- und Speichersysteme, Netzwerkausrüstung, unterbrechungsfreie Stromversorgung, Druckausrüstung, Telefon- und Videokonferenzausrüstung sowie IT-Security. Im Bereich finanzielle Dienstleistungen bietet Cancom seinen Kunden verschiedene Finanzierungsangebote an, die sich auf konsumbasierte IT-Nutzungsmodelle in Form von XaaS konzentrieren. Über eine digitale Selfservice-Plattform können Hardware- und Softwareprodukte sowie Services aus dem Bereich Cloud Computing erworben werden. Zusätzlich bietet das Unternehmen Beratungsdienste zur Umsetzung, Services sowie den Betrieb von IT-Systemen an.
Cancom produziert außerdem in Seecontainern untergebrachte Rechenzentren. Für das Klinikum Peine lieferte Cancom im Juli 2023 zwei Rechenzentrums-Container, welche für die Abwicklung der gesamten elektronischen Datenverarbeitung des Klinikums zuständig sind.
Heute ist die Firmengruppe unter anderem Partner von Hewlett-Packard, Microsoft, IBM, SAP, Symantec, Citrix, Apple, Adobe, Cisco, ServiceNow sowie VMware in Deutschland.

## Nachhaltigkeit
Cancom unterstützt den Global Compact der Vereinten Nationen in den Bereichen Menschenrechte, Arbeitsnormen, Umweltschutz und Korruptionsbekämpfung.

## Auszeichnungen
- 2018: Auszeichnung des Cancom Azubi-Teams als Bundessieger Digital Youngsters bei dem bundesweiten Wettbewerb Digital Youngsters 2018 durch WorldSkills Germany e. V.[65]
- 2022: Preis als „Münchens ausgezeichnete Unternehmen“ durch die Landeshauptstadt München für Cancoms Engagement bei einem gemeinnützigen Projekt für die Stiftung Pfennigparade[66]
- 2022: 5. Platz in der Rangliste der 25 größten Systemhäuser Deutschlands durch Computerwoche und Channel Partner[67]
- 2023: 6. Platz in der Rangliste der 25 größten Systemhäuser Deutschlands durch Computerwoche und Channel Partner[68]
- 2023: 5 Sterne in der Capital-Studie Deutschlands beste Ausbilder 2023[69]
- 2024: 3. Platz in der Befragung Deutschlands beste IT-Dienstleister 2023 mit Jahresumsatz über einer Milliarde Euro durch das Marktforschungsinstitut iSCM[70]
- 2024: 7. Platz in der Rangliste der 25 größten Systemhäuser Deutschlands durch Computerwoche und Channel Partner[6]
- 2024: 4. Platz in der Befragung Deutschlands beste IT-Dienstleister 2024 mit Jahresumsatz über einer Milliarde Euro durch das Marktforschungsinstitut iSCM[71]